# Tempelname
Tempelnamen (chinesisch 廟號 / 庙号, Pinyin miàohào) wurden chinesischen, koreanischen und vietnamesischen Herrschern nach ihrem Tod verliehen und bestehen im Gegensatz zu den postumen Namen nur aus zwei Zeichen und sind exklusiver, im Gegensatz zu den Äranamen dienen sie auch nicht der Jahreszählung. Tempelnamen wurden in China über viele Perioden, in Korea in den Goryeo- und Joseon-Perioden und in vietnamesischen Dynastien wie Trần, Lý und Lê vergeben.
Der Tempelname setzt sich zusammen aus:
1. einem Adjektiv, das die Umstände der Regierungszeit des Herrschers umschreibt. Die Bedeutung deckt sich häufig mit dem postumen Namen, jedoch kommt es in der Regel nicht vor, dass der postume Name das Adjektiv-Zeichen aus dem Tempelnamen enthält. Die Gründer von Dynastien werden dagegen gewöhnlich hoch (高) oder groß (太) genannt.
2. „Kaiser“: entweder zǔ (祖) oder zōng (宗).
  - Zǔ („Vorvater“) ist dem Gründer einer neuen Dynastie oder dem Gründer einer neuen Linie in einer bestehenden Dynastie vorbehalten. Das koreanische Äquivalent ist jo (조).
  - Zōng („Vorfahre“) wird für alle anderen Herrscher benutzt; in Koreanisch: jong (종)

Der Name Tempel bezieht sich auf den großen Tempel (太廟 oder 大廟) oder Tempel der Vorfahren (祖廟), wo Kronprinzen und andere Adelige zusammenkamen, um ihre Vorfahren zu verehren. Auf den Tafeln, die in dem Tempel für jeden der Vorfahren angebracht waren, stand der Tempelname des jeweiligen Herrschers.
Tempelnamen wurden sporadisch seit der Han-Dynastie vergeben; seit der Tang-Dynastie wurde dies regelmäßig gemacht. Einigen der Han-Kaiser wurden die Tempelnamen von ihren Nachfolgern im Jahre 190 sogar wieder weggenommen. Im Chinesischen wird für die Kaiser der Han- bis einschließlich der Yuan-Zeit der Tempelname zur Unterscheidung verwendet. Für die Kaiser der Ming- und Qing-Zeit werden die Regierungsdevisen verwendet. Die Devisen der Kaiser werden auch als Äranamen bezeichnet, Chinesisch niánhào (年號 / 年号).
In Korea werden die Tempelnamen verwendet, um die Könige der frühen Goryeo-Dynastie (bis 1274) und die Könige und Kaiser der Joseon-Dynastie zu bezeichnen. Für das Koreanische Kaiserreich (1897–1910) sollten Herrschernamen verwendet werden, aber anstatt dessen werden häufig Tempelnamen verwendet.
In Vietnam sind die meisten Herrscher unter ihren Tempelnamen bekannt, mit Ausnahme der Herrscher der Nguyễn- und Tây Sơn-Dynastien, die unter ihre Äranamen bekannt sind.